# 孫維德
孫維德，江蘇上海人，清朝官员。

## 生平
1756年（乾隆二十一年）上任台灣竹塹巡檢，是律呂館供事議敘。為第六任竹塹巡檢，奉旨接替章日照。